# Земская почта Велико-Устюжского уезда
Зе́мская по́чта Великоу́стюжского уе́зда — земская почта, организованная земской управой Великоустюжского (Великоустюгского) уезда Вологодской губернии. Существовала с 1896 года. В уезде выпускались собственные земские марки.

## История почты
До 1896 года в Великоустюжском уезде работала сельская почта при полицейском управлении.
Великоустюжская уездная земская почта была открыта 1 января 1896 года. Пересылка частных и служебных почтовых отправлений была бесплатной. Отправка почтовых отправлений осуществлялась из уездного центра (г. Великий Устюг) по Тотемскому, Лальскому, Никольскому и Сольвычегодско-Красноборскому трактам.
С 10 апреля 1903 года пересылка частных почтовых отправлений стала платной и были введены земские почтовые марки номиналом 2 копейки.
С 1 января 1907 года частные почтовые отправления снова стали доставляться бесплатно.

## Выпуски марок
Земские марки Великоустюжского уезда печатались в ЭЗГБ и имели номинал 2 копейки, на них был изображён герб уезда. Надписи на марках: «Велико-Устюгская земская почта», «двъ коп.».

## Гашение марок
Гашение марок осуществлялось прямоугольными штемпелями.